# Saletto di Piave
Saletto di Piave (Salet AFI: [saˈet] o [saˈɛt] in veneto) è una frazione del comune italiano di Breda di Piave, in provincia di Treviso.

## Geografia fisica
Si trova nella zona nordorientale del comune, presso la riva destra del fiume Piave. Confina a sud con San Bartolomeo e a nordovest con Candelù.
I principali corsi d'acqua sono, oltre al Piave, il canale Piavesella e il rio Fossalon.

## Storia
Pur esistendo diverse testimonianze di epoca romana, i primi riferimenti su Saletto compaiono nel medioevo quando doveva rappresentare un modesto villaggio di casoni. Il toponimo sembra derivare dal latino salicetum "bosco di salici", riferimento a una località palustre e ricca di vegetazione.
La storia del paese è segnata dal Piave e dal suo turbolento corso, che ha portato numerosi sconvolgimenti anche in tempi recenti (l'ultima disastrosa alluvione è del 1966). È stato inoltre completamente distrutto dai combattimenti della grande guerra, in particolare durante la battaglia del Solstizio.

## Monumenti e luoghi d'interesse

### Chiesa parrocchiale
Citata nella bolla Justis fratrum del 1152 come cappella della pieve di Negrisia (sulla riva opposta), a causa delle difficoltà di comunicazione dovute anche al mutevole corso del fiume, nel 1440 il vescovo di Treviso Ludovico Barbo la dichiarò parrocchiale, unendole però anche Candelù e San Bartolomeo. Se Candelù, qualche decennio dopo, diveniva a sua volta autonoma come filiale di Varago, l'unione con San Bartolomeo perdurò sino a tempi recenti (1939).
Come tutte le chiese della zona, la storia della parrocchiale di Saletto è caratterizzata da una lunga serie di ricostruzioni e distruzioni legate alle terribili piene Piave, ma l'ultima grande devastazione fu dovuta ai combattimenti della prima guerra mondiale. La chiesa originaria era il risultato di una serie di restauri e ampliamenti iniziati dal parroco Nicolò Pavan (1856-1869) e proseguiti dal successore don Giovanni De Faveri (1902-1915). Il primo commissionò un ciclo di affreschi di Sebastiano Santi: l'Assunta attorniata dagli apostoli sul soffitto (descritta dalla Gazzetta Uffiziale di Venezia del 24 agosto 1865 come uno dei suoi lavori migliori), San Valentino e Sant'Eurosia nei riquadri laterali e gli Evangelisti negli intercolumni delle pareti. Il secondo, invece, si premurò di proseguire i lavori strutturali, trascurati sotto don Francesco Greselin (1869-1902): completò il coro, aggiunse le due navate laterali, le ali della facciata e le sacrestie e dotò il campanile di altre tre campane.
Di questo edificio restano una statua di Sant'Antonio (ritenuta di scuola brustoloniana), un piviale secentesco, una pianeta settecentesca e un'altra più recente donata da papa Pio X; di origine antica è anche un'acquasantiera proveniente dalla vecchia chiesa di Ponte di Piave e il fonte battesimale, ricavato capovolgendo il tabernacolo della distrutta chiesa di Zenson di Piave. La nuova chiesa fu costruita tra il 1922 e il 1924 su progetto di Antonio Beni (il campanile è di Leonardo Trevisiol) e consacrato nel 1937 dal vescovo Antonio Mantiero. L'esterno è di gusto romanico, con la facciata in mattoni a vista; l'interno, a vaso unico, conserva opere dello stesso Beni, Valentino Canever, Bruno Padovan, Giacomo Caramel, Gino Borsato, Paolo Possamai, Giuseppe Modolo.
L'organo, della ditta Mascioni di Cuvio, è stato collaudato il lunedì dell'Angelo del 1927.

### Trincee
Sussistono i resti di alcune trincee della grande guerra, recentemente recuperati e aperti al pubblico.